# Franz Dirlmeier
Franz Dirlmeier (* 22. November 1904 in Donauwörth; † 9. Juni 1977 in Vathy auf Ithaka) war ein deutscher Klassischer Philologe. Dirlmeier hatte Professuren in München (1941), Mainz (1946), Würzburg (1951) und Heidelberg (1959).

## Leben

### Bis Ende des Zweiten Weltkriegs
Franz Dirlmeier studierte Klassische Philologie an der Universität München, wo ihn Eduard Schwartz am meisten beeinflusste. Nach seiner Promotion bei Rudolf Pfeiffer und Albert Rehm (1931) arbeitete er von 1931 bis 1934 als Lektor an der Universität Belgrad. Während der Zeit des Nationalsozialismus war Dirlmeier ein profilierter Vertreter der herrschenden Ideologie. Er war 1933 Mitbegründer der Belgrader NSDAP-Ortsgruppe und trat der Partei offiziell zum 1. Februar 1934 bei (Mitgliedsnummer 3.401.862). Sein parteipolitisches Engagement hatte zur Folge, dass sein Vertrag in Belgrad im Sommer 1934 nicht verlängert wurde. Dirlmeier kehrte nach München zurück, um sich dort zu habilitieren. Er arbeitete in München als Assistent und gab Elementarkurse für die Studenten. Seine Kurse mit Titeln wie Die Schöpfung der ersten nordischen, autonomen Ethik durch Aristoteles waren stark ideologisch verbrämt. Dirlmeier engagierte sich im Nationalsozialistischen Deutschen Dozentenbund und im Nationalsozialistischen Lehrerbund, bei dem er seit 1935 Vertrauensmann an der Universität München und seit 1937 Mitglied des Gaustabs war.
Unmittelbar nach seiner Habilitation, die von Rehm und Pfeiffer betreut und unterstützt wurde, erhielt Dirlmeier eine Dozentenstelle an der Universität München. Er vertrat ab 1937 die Professur seines Lehrers Pfeiffer, der als Ehemann einer Jüdin entlassen worden und nach England emigriert war. Bei der Neubesetzung der Professur bewarb er sich und zeigte sich auch hier als Opportunist, indem er mehrere Eingaben an das Amt Rosenberg schrieb. Seinen Opportunismus übertrug er auch auf seine Studenten. So riet er dem Studenten Franz Josef Strauß 1937, dem NSKK beizutreten. So wurde er 1938 in einer Hausberufung zum Lehrstuhlnachfolger und ordentlichen Professor ernannt. Bei seiner Berufung spielten seine fachliche und seine politische Qualifikation gleichermaßen eine Rolle. Bei der Forschungsgemeinschaft Deutsches Ahnenerbe e. V. leitete Dirlmeier ab 1939 zudem die Abteilung Klassische Philologie und Altertumskunde. Seit dem Sommersemester 1941 war Dirlmeier Dekan der Philosophischen Fakultät der Universität. 1940 wurde er zum ordentlichen Mitglied der Bayerischen Akademie der Wissenschaften gewählt.

### Nach Ende des Zweiten Weltkriegs
Nach dem Ende des Zweiten Weltkriegs wurde Franz Dirlmeier im Dezember 1945 entlassen und musste sich dem Entnazifizierungsverfahren stellen. Er vermied eine Aufarbeitung seiner belastenden Vergangenheit, indem er in die französische Besatzungszone wechselte, wo die Entnazifizierung weniger streng gehandhabt wurde als in der amerikanischen. Hier fand Dirlmeier an der neu gegründeten Universität Mainz bereits im Wintersemester 1945/46 eine Anstellung als wissenschaftlicher Mitarbeiter; 1946 wurde er zum ordentlichen Professor und Lehrstuhlinhaber für Klassische Philologie ernannt. 1951 folgte er einem Ruf an die Universität Würzburg, 1959 an die Universität Heidelberg, wo er bis zu seiner Emeritierung (1970) blieb. Seit 1961 war er ordentliches Mitglied der Heidelberger Akademie der Wissenschaften, bei der er auch einige Jahre lang Sekretar  der philosophisch-historischen Klasse war. Seinen Ruhestand verbrachte er mit seiner Frau auf der griechischen Insel Ithaka, wo er im Sommer 1977 im Alter von 72 Jahren starb. Seine Tochter war die Archäologin Imma Kilian-Dirlmeier. Einer seiner Schüler war Herwig Görgemanns.

## Forschungsschwerpunkte
Franz Dirlmeier konzentrierte seine Forschungsarbeit besonders auf die drei ethischen Schriften des Aristoteles: die Eudemische Ethik, die Nikomachische Ethik und die Magna Moralia. Während er in seiner frühen Laufbahn den Ansatz Werner Jaegers verfolgte und die Eudemische Ethik dem jungen Platon-Schüler Aristoteles, die Nikomachische Ethik dem reiferen Aristoteles zuschrieb und die Magna Moralia für unecht erklärte, näherte er sich in den Jahren nach dem Zweiten Weltkrieg der von Hans von Arnim vertretenen Position an. Seine Übersetzung der Nikomachischen Ethik ist heute noch in Gebrauch.

## Veröffentlichungen (Auswahl)
- Die Oikeiosis-Lehre Theophrasts. Dieterich, Leipzig 1937.
- Apollon. Gott und Erzieher des hellenischen Adels. In: Archiv für Religionswissenschaft, Bd. 36 (1939/40), S. 277–299.
- Der Mythos von König Oedipus. 2. Aufl. Kupferberg, Mainz 1964.
- Ausgewählte Schriften zu Dichtung und Philosophie der Griechen. Winter, Heidelberg 1970.